# Таувина
Таувина, или групер-таувина (лат. Epinephelus tauvina), — вид лучепёрых рыб из семейства каменных окуней (Serranidae) отряда окунеобразных. Распространены в Индо-Тихоокеанской области. Морские придонные рыбы. Хищники. Протогинические гермафродты. Достигают длины 1 м.

## Описание
Максимальная длина тела 100 см, обычно менее 90 см.
Тело массивное, вытянутое, овальное на поперечном разрезе. У молоди тело покрыто ктеноидной чешуёй, которая становится циклоидной у взрослых особей за исключением областей за и под грудными плавниками. Высота тела укладывается 3,0—3,6 раза в стандартную длину тела (для особей длиной от 10 до 61 см). Длина головы в 2,1—2,4 раза меньше стандартной длины тела. Межглазничное пространство узкое, плоское или немного вогнутое. Предкрышка закруглённая, с мелкими зазубринами, угловая зазубрина увеличенная. Верхний край жаберной крышки почти прямой. Ноздри почти одинакового размера, иногда задняя несколько крупнее. Нижняя челюсть выступает вперёд. Верхняя челюсть заходит за вертикаль заднего края глаза. На нижней челюсти 2—5 латеральных ряда зубов; внутренние зубы на верхней челюсти длиннее клыковидных передних зубов. На верхней части жаберной дуги 8—10 жаберных тычинок, а на нижней части 17—20. Длинный спинной плавник с 11 жёсткими колючими лучами и 13—16 мягкими лучами; третий и четвёртый колючие лучи несколько длиннее остальных. Анальный плавник с 3 жёсткими и 8 мягкими лучами. Грудные плавники с 18—19 лучами, длиннее брюшных плавников. Хвостовой плавник закруглённый. Боковая линия с 63—74 чешуйками. Вдоль боковой линии 95—112 рядов чешуи. Пилорических придатков 16—18.
Голова и тело бледно-зеленовато-серые или коричневые, покрыты округлыми тёмными пятнами, которые варьируются от тусклых оранжево-красных до тёмно-коричневых, центры пятен темнее краев; размеры пятен на голове постепенно уменьшаются спереди; большое чёрное пятно (или группа чёрных пятен) часто видна на теле у основания последних 4 шипов спинного плавника и распространяется на нижнюю часть плавника. 5 слабых почти вертикальных тёмных полосок могут присутствовать на теле, 4 ниже спинного плавника и пятая на хвостовом стебле (эти полосы могут быть представлены тёмными пятнами у основания спинного плавника и тёмным пятном  седловидной формы на хвостовом стебле). Плавники также покрыты тёмными пятнами, которые на грудных плавниках становятся меньше по размеру и менее отчетливы на дистальной части плавника. Задние края хвостового, анального и грудных плавников часто с белым краем. У молоди тёмные пятна на мягкой части спинного плавника, хвостовом и анальном плавниках расположены настолько близко, что бледные промежутки между ними образуют белый ретикулум.

## Биология
Морские придонные рыбы. Взрослые особи предпочитают чистые воды у коралловых рифов. Ведут одиночный образ жизни. Молодь держится вблизи берегов и приливных лужах. Взрослые особи питаются преимущественно рыбой (семейства голоцентровые, барабулевые, помацентровые) и иногда ракообразными.
Максимальная продолжительность жизни 23 года.

### Размножение
Как и большинство представителей рода таувина является последовательным протогиническим гермафродитом. В начале жизненного цикла все особи представлены исключительно самками, и только часть взрослых рыб меняет пол и становится самцами. Смена пола происходит при длине особей 55—75 см. Плодовитость самок таувины длиной 35—62 см варьируется от 850 тысяч до 2,9 млн икринок. Оплодотворение наружное. Икра и личинки пелагические. У островов Яэяма самки таувины впервые созревают в возрасте 6,7 лет при длине тела 37,1 см (50% в популяции). Нерест наблюдается в марте — июне.

## Ареал
Широко распространены в Индо-Тихоокеанской области от Красного моря вдоль восточного побережья Африки до Южной Африки, на восток до острова Дюси (острова Питкэрн); на север до Японии и на юг до Нового Южного Уэльса и острова Лорд-Хау.

## Взаимодействие с человеком
В некоторых регионах осуществляется местный промысел. В 2000-е годы мировые уловы варьировались от 1000 до 6500 тонн. Ловят ярусами, ловушками и с помощью гарпунов. Реализуются в свежем виде.